# Tipula inyoensis
Tipula inyoensis är en tvåvingeart som beskrevs av Alexander 1946. Tipula inyoensis ingår i släktet Tipula och familjen storharkrankar. Inga underarter finns listade i Catalogue of Life.